# Sergio Pettis
Sergio "The Phenom" Pettis (Milwaukee, 18 de agosto de 1993) é um lutador profissional de artes marciais mistas (MMA) que atualmente compete na categoria peso-mosca do Bellator
É irmão do campeão anterior peso-leve do UFC Anthony Pettis. O sobrenome deles foi anglicizado pelo seu avô porto-riquenho Eugenio Pérez.

## Carreira no MMA
Sergio tem um cartel de 12 vitórias e duas derrotas. Sergio fez sua estreia no MMA profissional no dia 10 de setembro de 2011 no evento CFC 7 - Canadian Fighting Championship e venceu com um nocaute após aplicar em chute na cabeça de Kyle Vivian aos um minuto e quarenta e seis segundos do primeiro round.

### Ultimate Fighting Championship
Sergio era esperado para fazer sua estréia no UFC contra Vaughan Lee em 16 de novembro de 2013 no UFC 167, porém, uma lesão tirou Lee do evento e então foi chamado Will Campuzano para substituí-lo. Sergio venceu por decisão unânime.
Sergio enfrentou Alex Caceres em 25 de janeiro de 2014 no UFC on Fox: Henderson vs. Thomson. Sérgio foi derrotado por um mata leão faltando 20 segundos para terminar a luta. Esta foi sua primeira derrota no MMA.
Sergio enfrentou Yaotzin Meza em 7 de junho de 2014 no UFC Fight Night: Henderson vs. Khabilov. Em uma luta morna, ele venceu a luta por decisão unânime.
Pettis enfrentou Matt Hobar em 6 de Dezembro de 2014 no UFC 181. Depois de levar um direto na ponta do queixo aos 30 segundos de luta, Pettis se recupera dominando a maior parte do combate. Em uma luta muito movimentada, ele venceu por decisão unânime.
Pettis voltou ao peso-mosca contra o também americano Ryan Benoit em 14 de Março de 2015 no UFC 185. Ele foi derrotado por nocaute técnico no segundo round. Em seguida ele enfrentou Chris Cariaso em 3 de Outubro de 2015 no UFC 192 e venceu por decisão unânime.
Pettis derrotou Chris Kelades por decisão unânime em 23 de abril de 2016 no UFC 197.

## Cartel no MMA
| Cartel no MMA   |             |            |
| 26 lutas        | 21 vitórias | 5 derrotas |
| Por nocaute     | 3           | 1          |
| Por finalização | 4           | 1          |
| Por decisão     | 14          | 3          |

| Res.    | Cartel | Oponente          | Método                            | Evento                                  | Data       | Round | Tempo | Local                   | Notas                                      |
| ------- | ------ | ----------------- | --------------------------------- | --------------------------------------- | ---------- | ----- | ----- | ----------------------- | ------------------------------------------ |
| Vitória | 22-5   | Kyoji Horiguchi   | Nocaute (soco rodado)             | Bellator 272: Pettis vs. Horiguchi      | 03/12/2021 | 4     | 3:24  | Uncasville, Connecticut | Defendeu o Cinturão Peso Galo do Bellator. |
| Vitória | 21-5   | Juan Archuleta    | Decisão (unânime)                 | Bellator 258: Archuleta vs. Pettis      | 07/05/2021 | 5     | 5:00  | Uncasville, Connecticut | Ganhou o Cinturão Peso Galo do Bellator.   |
| Vitória | 20-5   | Ricky Bandejas    | Decisão (unânime)                 | Bellator 242: Bandejas vs. Pettis       | 24/07/2020 | 3     | 5:00  | Uncasville, Connecticut |                                            |
| Vitória | 19-5   | Alfred Khashakyan | Finalização Técnica (guilhotina)  | Bellator 238: Budd vs. Cyborg           | 25/01/2020 | 1     | 3:00  | Inglewood, Califórnia   | Retornou aos Galos; Estreia no Bellator.   |
| Vitória | 18-5   | Tyson Nam         | Decisão (unânime)                 | UFC Fight Night: Rodríguez vs. Stephens | 21/09/2019 | 3     | 5:00  | Cidade do México        | Retornou aos Moscas.                       |
| Derrota | 17-5   | Rob Font          | Decisão (unânime)                 | UFC on Fox: Lee vs. Iaquinta II         | 15/12/2018 | 3     | 5:00  | Milwaukee, Wisconsin    | Retornou aos Galos.                        |
| Derrota | 17-4   | Jussier Formiga   | Decisão (unânime)                 | UFC 229: Khabib vs. McGregor            | 06/10/2018 | 3     | 5:00  | Las Vegas, Nevada       |                                            |
| Vitória | 17-3   | Joseph Benavidez  | Decisão (dividida)                | UFC 225: Whittaker vs. Romero II        | 09/06/2018 | 3     | 5:00  | Chicago, Illinois       |                                            |
| Derrota | 16-3   | Henry Cejudo      | Decisão (unânime)                 | UFC 218: Holloway vs. Aldo II           | 02/12/2017 | 3     | 5:00  | Detroit, Michigan       |                                            |
| Vitória | 16-2   | Brandon Moreno    | Decisão (unânime)                 | UFC Fight Night: Pettis vs. Moreno      | 05/08/2017 | 5     | 5:00  | Cidade do México        |                                            |
| Vitória | 15-2   | John Moraga       | Decisão (unânime)                 | UFC Fight Night: Rodríguez vs. Penn     | 15/01/2017 | 3     | 5:00  | Phoenix, Arizona        |                                            |
| Vitória | 14-2   | Chris Kelades     | Decisão (unânime)                 | UFC 197: Jones vs St. Preux             | 23/04/2016 | 3     | 5:00  | Las Vegas, Nevada       |                                            |
| Vitória | 13-2   | Chris Cariaso     | Decisão (unânime)                 | UFC 192: Cormier vs. Gustafsson         | 03/10/2015 | 3     | 5:00  | Houston, Texas          |                                            |
| Derrota | 12-2   | Ryan Benoit       | Nocaute Técnico (socos)           | UFC 185: Pettis vs. dos Anjos           | 14/03/2015 | 2     | 1:34  | Dallas, Texas           | Volta aos Moscas.                          |
| Vitória | 12-1   | Matt Hobar        | Decisão (unânime)                 | UFC 181: Hendricks vs. Lawler II        | 06/12/2014 | 3     | 5:00  | Las Vegas, Nevada       | Luta da Noite.                             |
| Vitória | 11-1   | Yaotzin Meza      | Decisão (unânime)                 | UFC Fight Night: Henderson vs. Khabilov | 07/06/2014 | 3     | 5:00  | Albuquerque, New Mexico |                                            |
| Derrota | 10-1   | Alex Caceres      | Finalização (mata leão)           | UFC on Fox: Henderson vs. Thomson       | 25/01/2014 | 3     | 4:39  | Chicago, Illinois       | Luta da Noite.                             |
| Vitória | 10-0   | Will Campuzano    | Decisão (unânime)                 | UFC 167: St. Pierre vs. Hendricks       | 16/11/2013 | 3     | 5:00  | Las Vegas, Nevada       | Estreia no UFC.                            |
| Vitória | 9-0    | James Porter      | Finalização (kimura)              | NAFC                                    | 28/09/2013 | 1     | 2:33  | Milwaukee, Wisconsin    | Ganhou o Cinturão Peso Galo do NAFC        |
| Vitória | 8-0    | Dillard Pegg      | Nocaute (socos)                   | Resurrection Fighting Alliance          | 21/06/2013 | 1     | 0:50  | Milwaukee, Wisconsin    | Ganhou o Cinturão Peso Mosca do RFA.       |
| Vitória | 7-0    | Josh Robinson     | Decisão (unânime)                 | NAFC                                    | 29/03/2013 | 3     | 5:00  | Milwaukee, Wisconsin    |                                            |
| Vitória | 6-0    | Jimmy Jones       | Decisão (unânime)                 | RFA 4                                   | 02/11/2012 | 3     | 5:00  | Las Vegas, Nevada       |                                            |
| Vitória | 5-0    | Tom McKenna       | Finalização (guilhotina)          | LOF 53                                  | 16/06/2012 | 1     | 3:50  | Indianapolis, Indiana   |                                            |
| Vitória | 4-0    | Chris Haney       | Decisão (unânime)                 | NAFC - Collosseum                       | 04/05/2012 | 3     | 5:00  | Milwaukee, Wisconsin    |                                            |
| Vitória | 3-0    | Mike Lindquist    | Finalização (triângulo de braço)  | Madtown Throwdown 26                    | 07/01/2012 | 1     | 1:43  | Madison, Wisconsin      |                                            |
| Vitória | 2-0    | Tony Zelinski     | Nocaute Técnico (chute na cabeça) | NAFC - Unleashed                        | 18/11/2011 | 2     | 1:58  | Milwaukee, Wisconsin    |                                            |
| Vitória | 1-0    | Kyle Vivian       | Nocaute Técnico (chute na cabeça) | Canadian Fighting Championship          | 10/09/2011 | 1     | 1:45  | Winnipeg, Manitoba      | Estreia no MMA Profissional                |

## Cartel no MMA Amador
| Cartel no MMA   |            |           |
| 3 lutas         | 3 vitórias | 0 derrota |
| Por nocaute     | 1          | 0         |
| Por finalização | 1          | 0         |
| Por decisão     | 1          | 0         |

| Res.    | Cartel | Oponente       | Método                   | Evento                                 | Data                  | Round | Tempo | Local                 | Notas |
| ------- | ------ | -------------- | ------------------------ | -------------------------------------- | --------------------- | ----- | ----- | --------------------- | ----- |
| Vitória | 3-0    | Scott Walinski | Finalização (guilhotina) | NAFC: Relentless                       | 7 de agosto de 2010   | 1     | 2:17  | Milwaukee, Wisconsin  |       |
| Vitória | 2-0    | Levi Johnson   | Decisão (unânime)        | WFC: Super Brawl                       | 10 de janeiro de 2010 | 3     | 5:00  | Milwaukee, Wisconsin  |       |
| Vitória | 1-0    | Jordan Winski  | Nocaute Técnico (socos)  | Gladiators Cage Fighting: Fair Warning | 15 de agosto de 2009  | 1     | 0:55  | West Allis, Wisconsin |       |